# Rouvroy-en-Santerre
Rouvroy-en-Santerre là một xã ở tỉnh Somme, vùng Hauts-de-France, Pháp.

## Địa lý
Thị trấn này có cự ly khoảng 20 dặm Anh về phía đông nam của Amiens, tại giao lộ của các đường D161 và đường D131.

## Dân số
| 1962                                                         | 1968 | 1975 | 1982 | 1990 | 1999 |
| ------------------------------------------------------------ | ---- | ---- | ---- | ---- | ---- |
| 179                                                          | 210  | 172  | 172  | 185  | 218  |
| Số liệu điều tra dân số từ năm 1962, dân số không tính trùng |      |      |      |      |      |